# Benedictus I
Benedictus I, född i Rom, död 30 juli 579, var påve 2 juni 575–30 juli 579.

## Biografi
Om den första påven med namnet Benedictus är praktiskt taget inget känt. Hans födelsedatum är okänt; han avled 30 juli 579. Han var romare och son till en Bonifatius, och kallades Bonosus av grekerna. Langobardernas härjningar gjorde det svårt att kommunicera med kejsaren i Konstantinopel, som hävdade rätt att godkänna valet av påve. Av den orsaken var stolen vakant i nästan elva månader mellan Johannes III:s död och den kejserliga bekräftelsen av valet av Benedictus, 2 juni 575.
Han innehade posten i fyra år, en månad och tjugoåtta dagar. Nästan den enda offentliga handling som finns av honom är att han överlät en egendom, Massa Veneris, i trakterna av Minturnae, till abboten Stefan av S:t Markus "nära Spoletos stadsmurar". 
Svält följde i langobardernas ödeläggande spår, och genom de få ord som Liber Pontificalis har att säga om Benedictus får man veta att han avled under sina ansträngningar att utstå dessa svårigheter. Han begravdes i vestibulen till sakristian till den äldre Sankt Petersbasilikan. I december vigde han femton präster och tre diakoner, och konsekrerade tjugoen biskopar.